# Mark Allen (snookerspeler)
Mark Allen (Antrim, 22 februari 1986) is een professioneel snookerspeler uit Noord-Ierland. Hij won elf ranking titels, waarvan 1 Major (UK Championship 2022).
Zijn beste resultaat op het wereldkampioenschap was het bereiken van de halve finale in 2009 en 2023.

## Carrière
In 2005/06 werd Allen professioneel snookerspeler, daarvoor was hij al wereldkampioen geworden bij de amateurs en had hij al vele prijzen gewonnen in de jeugd. Net nadat hij prof werd kreeg hij een uitnodiging voor de Northern Ireland Trophy. Hij verloor in de kwartfinale van dit toernooi van Stephen Hendry, maar had eerder indruk gemaakt door Steve Davis en John Higgins te verslaan. Verder haalde hij in zijn eerste jaar de laatste 32 van het UK Championship, en van het Welsh Open. Hij plaatste zich net niet voor het wereldkampioenschap, doordat hij in de laatste kwalificatieronde met 7-10 verloor van Andy Hicks na een 7-4-voorsprong.
In maart 2007 lukte het Allen voor het eerst om zich te plaatsen voor het WK. Tijdens het hoofdtoernooi versloeg hij voormalig wereldkampioen Ken Doherty in de eerste ronde met 10-7, waarna hij een ronde later verloor van Matthew Stevens. Na dit toernooi kwam Allen voor het eerst in de top 32 van de wereld te staan.
Verder haalde hij in 2007 de halve finale van de Northern Ireland Trophy en de kwartfinale van de China Open. Op het UK Championship had hij ook verder kunnen komen, maar na een 5-1-voorsprong, verloor hij met 5-9 van Mark Williams.
In 2008 verloor hij op het wereldkampioenschap in de eerste ronde met 9-10 van Stephen Hendry. Hij had echter geluk dat zijn rivalen op de wereldranglijst ook allemaal verloren in de eerste ronde, waardoor hij het seizoen afsloot als nummer 16 van de wereld. Op het WK van 2009 verloor Allen in de halvefinale van John Higgins.
In 2018 won Allen de Masters. In de finale won hij van Kyren Wilson met 10 -7. Op zijn weg naar de finale versloeg hij onder andere de belg Luca Brecel (6-3) en titelverdediger Ronnie O'Sullivan (1-6). In 2018 ook won hij het International Championship en de Scottish Open.
In 2021 won hij in eigen land het Northern Ireland Open. In de finale versloeg hij John Higgins met 9-8. Een jaar later wist hij zijn titel te prolongeren. Nu was Allen te sterk voor Zhou Yuelong, 9-4. Een maand later in 2022 won Mark Allen ook het UK Championship door in de finale Ding Junhui met 10-7 te verslaan. In dit seizoen 2022-2023 werd hij de tiende snookerspeler die drie of meer wedstrijden in één seizoen wist te winnen. Na de twee genoemde won hij ook de World Grand Prix, 10-9 tegen Judd Trump.

## Privé
Allen had van 2005 tot 2008 een relatie met Reanne Evans, meervoudig wereldkampioene snooker bij de vrouwen. In 2006 kregen zij een dochter. Ze scheidden en hij hertrouwde met Kyla McGuigan met wie hij ook een dochter kreeg en van wie hij ook gescheiden is.

## Belangrijkste resultaten

### Rankingtitels
| #   | Seizoen     | Toernooi                         | Verliezend finalist | Verliezend finalist | Score |
| --- | ----------- | -------------------------------- | ------------------- | ------------------- | ----- |
| 1.  | 2011 / 2012 | World Open                       | Stephen Lee         | ENG                 | 10-1  |
| 2.  | 2012 / 2013 | World Open                       | Matthew Stevens     | WAL                 | 10-4  |
| 3.  | 2015 / 2016 | Players Tour Championship Finals | Ricky Walden        | ENG                 | 10-6  |
| 4.  | 2018 / 2019 | International Championship       | Neil Robertson      | AUS                 | 10-5  |
| 5.  | 2018 / 2019 | Scottish Open                    | Shaun Murphy        | ENG                 | 9-7   |
| 6.  | 2021 / 2022 | Northern Ireland Open            | John Higgins        | SCO                 | 9-8   |
| 7.  | 2022 / 2023 | Northern Ireland Open            | Zhou Yuelong        | CHN                 | 9-4   |
| 8.  | 2022 / 2023 | UK Championship                  | Ding Junhui         | CHN                 | 10-7  |
| 9.  | 2022 / 2023 | World Grand Prix                 | Judd Trump          | ENG                 | 10-9  |
| 10. | 2023 / 2024 | Snooker Shoot-Out                | Cao Yupeng          | CHN                 | 65-4  |
| 11. | 2023 / 2024 | Players Championship             | Zhang Anda          | CHN                 | 10-8  |

### Minor-rankingtitels
| #  | Seizoen     | Toernooi                        | Verliezend finalist | Verliezend finalist | Score |
| -- | ----------- | ------------------------------- | ------------------- | ------------------- | ----- |
| 1. | 2012 / 2013 | Players Tour Championship - ET3 | Mark Selby          | ENG                 | 4-1   |
| 2. | 2013 / 2014 | Players Tour Championship - ET5 | Ding Junhui         | CHN                 | 4-1   |
| 3. | 2013 / 2014 | Players Tour Championship - ET6 | Judd Trump          | ENG                 | 4-1   |
| 4. | 2014 / 2015 | Players Tour Championship - ET2 | Judd Trump          | ENG                 | 4-2   |
| 5. | 2015 / 2016 | Players Tour Championship - ET4 | Ryan Day            | WAL                 | 4-0   |

### Niet-rankingtitels
| #  | Seizoen     | Toernooi              | Verliezend finalist | Verliezend finalist | Score |
| -- | ----------- | --------------------- | ------------------- | ------------------- | ----- |
| 1. | 2009 / 2010 | Jiangsu Classic       | Ding Junhui         | CHN                 | 6-0   |
| 2. | 2017 / 2018 | Masters               | Kyren Wilson        | ENG                 | 10-7  |
| 3. | 2020 / 2021 | Champion of Champions | Neil Robertson      | AUS                 | 10-6  |
| 4. | 2023 / 2024 | Champion of Champions | Judd Trump          | ENG                 | 10-3  |

### Wereldkampioenschap
Hoofdtoernooi (laatste 32 of beter):
| #   | Seizoen     | Editie  | Prestatie    | Extra                                  |
| --- | ----------- | ------- | ------------ | -------------------------------------- |
| 1.  | 2006 / 2007 | WK 2007 | Laatste 16   | Verloor van Matthew Stevens met 13-9   |
| 2.  | 2007 / 2008 | WK 2008 | Laatste 32   | Verloor van Stephen Hendry met 10-9    |
| 3.  | 2008 / 2009 | WK 2009 | Halve finale | Verloor van John Higgins met 17-13     |
| 4.  | 2009 / 2010 | WK 2010 | Kwartfinale  | Verloor van Graeme Dott met 13-12      |
| 5.  | 2010 / 2011 | WK 2011 | Kwartfinale  | Verloor van Mark Williams met 13-5     |
| 6.  | 2011 / 2012 | WK 2012 | Laatste 32   | Verloor van Cao Yupeng met 10-6        |
| 7.  | 2012 / 2013 | WK 2013 | Laatste 32   | Verloor van Mark King met 10-8         |
| 8.  | 2013 / 2014 | WK 2014 | Laatste 16   | Verloor van Neil Robertson met 13-7    |
| 9.  | 2014 / 2015 | WK 2015 | Laatste 16   | Verloor van Barry Hawkins met 13-11    |
| 10. | 2015 / 2016 | WK 2016 | Laatste 16   | Verloor van Kyren Wilson met 13-9      |
| 11. | 2016 / 2017 | WK 2017 | Laatste 16   | Verloor van John Higgins met 13-9      |
| 12. | 2017 / 2018 | WK 2018 | Kwartfinale  | Verloor van Kyren Wilson met 13-6      |
| 13. | 2018 / 2019 | WK 2019 | Laatste 32   | Verloor van Zhou Yuelong met 10-7      |
| 14. | 2019 / 2020 | WK 2020 | Laatste 32   | Verloor van Jamie Clarke met 10-8      |
| 15. | 2020 / 2021 | WK 2021 | Laatste 16   | Verloor van Mark Selby met 13-7        |
| 16. | 2021 / 2022 | WK 2022 | Laatste 16   | Verloor van Ronnie O'Sullivan met 13-4 |
| 17. | 2022 / 2023 | WK 2023 | Halve finale | Verloor van Mark Selby met 17-15       |
| 18. | 2023 / 2024 | WK 2024 | Laatste 16   | Verloor van John Higgins met 13-12     |
| 19. | 2024 / 2025 | WK 2025 | Laatste 16   | Verloor van Chris Wakelin met 13-6     |